# Verzetsmonument Appelscha
Het verzetsmonument in Appelscha, ook bekend als Fallen foar it heitelân (Fries voor Gevallen voor het vaderland), is een monument ter nagedachtenis aan het Nederlands verzet in de Tweede Wereldoorlog.

## Achtergrond
De landarbeiders Jitse Kiewiet, Anne de Boer en Melle Bruinsma werden door de bezetters gedood bij de Meistaking in 1943, schoolhoofd Anje Lok werd in mei 1944 in zijn tuin doodgeschoten en boswachter Marinus van Emst werd in augustus 1944 gefusilleerd. Ter nagedachtenis aan deze vijf mensen werd het oorlogsmonument aan de Bruggelaan opgericht. De Utrechtse beeldhouwer Jan van Luijn kreeg hiervoor via architect D. Witteveen in 1948 de opdracht. Van Luijn maakte ook verzetsmonumenten voor Wolvega en Ferwerd.
Het monument werd op 4 mei 1951 onthuld.

## Beschrijving
Het monument bestaat uit een twee meter hoge gemetselde zuil, waarop een kalkstenen beeld is geplaatst van een knielende vrouw. In de zuil zijn twee hardstenen banden geplaatst, met daarop de tekst: 

FALLEN FOAR IT HEITELÂN

JITSE KIEWIET 4 MEI '43
ANNE DE BOER 4 MEI '43
MELLE BRUINSMA 4 MEI '43
ANDRIES LOK 20 MEI '44
MARINUS VAN EMST 12 AUG. '44